# Centropogon parviflorus
Centropogon parviflorus là loài thực vật có hoa trong họ Hoa chuông. Loài này được (Zahlbr.) Jeppesen mô tả khoa học đầu tiên năm 1981.